# Cadillac DeVille
O  Cadillac DeVille é um automóvel sedan de porte grande fabricado pela Cadillac, grupo General Motors. O nome DeVille foi usado em varios modelos de luxo da Cadillac. Em 1996 Cadillac parou de produzir o modelo semelhante ao DeVille o Fleetwood transformando-o assim no principal modelo da linhagem do Cadillac. O nome DeVille foi substituido por DTS (DeVille Touring Sedan) para o novo modelo do ano 2006.

## História
Embora o nome Sedan DeVille vem do francês (que significa carro de cidade em português) o veículo que lhe carrega o nome é típico estilo americano com dimensões superiores a cinco metros de comprimento, quase dois metros de largura e com peso médio de quase duas toneladas.

## Galeria
- Primeira geração (1959-1960)
- Segunda geração (1961-1964)
- Terceira geração (1965-1970)
- Quarta geração (1971-1976)
- Quinta geração (1977-1984)
- Sexta geração (1985-1993)
- Sétima geração (1994-1999)
- Oitava geração (2000-2005)